# Eogan I mac Oililla
Eogan I mac Oililla – trzeci legendarny król Munsteru z rodu Clanna Dedad, syn Oilolla (Aililla), syna Iara mac Degaid, króla Munsteru. Objął tron po bracie dziadka, Daire I mac Degaid. Niektóre źródła błędnie wymieniają go jako syna Iara. Bowiem inne źródła na temat wnuka Eogana, Conaire’a, tak zanotowały: „Conaire mac Edirsgeóil mic Eoghain mic Oililla mic Iair mic Deaghaidh mic Sin”. Eogan zginął z ręki Enny Munchaina z Síl Ebhir. Prawdopodobnie jego następcą na tronie munsterskim został kuzyn Curoi, syn Daire I mac Degaid.

## Potomstwo
Eogan pozostawił po sobie dwóch synów:
- Ederscel mac Eogan, zwierzchni król Irlandii
- Oilioll (Ailill) Earond, miał dwóch synów:
  - Daire, miał syna:
    - Tigernach Tetbannach, przyszły król Munsteru

  - Dedad (Degad), miał syna:
    - Sin, miał syna:
      - Degad (Dedad) mac Sin, przyszły król Munsteru